# Штепа Вадим Володимирович
Вадим Володимирович Штепа (рос. Вадим Владимирович Штепа); (*5 серпня 1970, Карелія, РРФСР) — російський публіцист, філософ, поет. Народився в Карелії, дитинство провів в Криму і у Красноярському краї. Закінчив факультет журналістики Московського університету. Член Союзу Журналістів Росії. Виступав з критикою режиму Путіна і Медвєдєва, вів авторську колонку на сайті Гаррі Каспарова. Був редактором альтернативного журналу «ИNАЧЕ», регулярно дописував до російських газет та інтернетних проектів. Разом з Олексієм Широпаєвим та Петром Хом'яковим представник так званого "нового російського націоналізму".  Один із спікерів Форуму Вільних Держав Постросії.

## Бібліографія

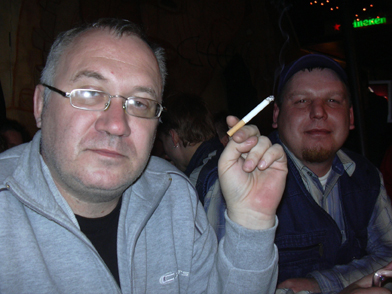
Вадим Штепа и Ілля Кормільцев

### Книги
- «ИNВЕРСИЯ» (1998)
- «RUТОПИЯ» (2004)
- «Російське майбутнє» (2008)

### Статті
- Збірка статей інтернет-проекту «ИNАЧЕ»